# نبرد نوهجی
نبرد نوهجی (به ژاپنی: 野辺地戦争 Noheji sensō) یکی از نبردهای کوچک وابسته به جنگ بوشین در طی اصلاحات میجی در ژاپن بود که در ۷ نوامبر ۱۸۶۸ رخ داد. این نبرد بخشی از نبرد آیزو در نظر گرفته می‌شود.